# Silene nivea
Silene nivea là loài thực vật có hoa thuộc họ Cẩm chướng. Loài này được (Nutt.) Muhl. ex Otth miêu tả khoa học đầu tiên năm 1824.